# Ornaisons
Ornaisons – miejscowość i gmina we Francji, w regionie Oksytania, w departamencie Aude. Przez miejscowość przepływa rzeka Orbieu. 
Według danych na rok 1990 gminę zamieszkiwały 943 osoby, a gęstość zaludnienia wynosiła 87 osób/km² (wśród 1545 gmin Langwedocji-Roussillon Ornaisons plasuje się na 358. miejscu pod względem liczby ludności, natomiast pod względem powierzchni na miejscu 707.).

## Zabytki
Zabytki w miejscowości posiadające status Monument historique:
- Pont des États de Languedoc